# Mănăstirea Tazlău
Mănăstirea Tazlău este un ansamblu de monumente istorice aflat pe teritoriul satului Tazlău, comuna Tazlău.

Ansamblul este format din cinci monumente:
- Biserica „Nașterea Maicii Domnului” (cod LMI NT-II-m-A-10706.01)
- Ruine palat, ruine beci, ruine trapeză (cod LMI NT-II-m-A-10706.02)
- Turn clopotniță (cod LMI NT-II-m-A-10706.05)
- Turn de pază (cod LMI NT-II-m-A-10706.06)
- Zid de incintă (cod LMI NT-II-m-A-10706.07)

## Galerie

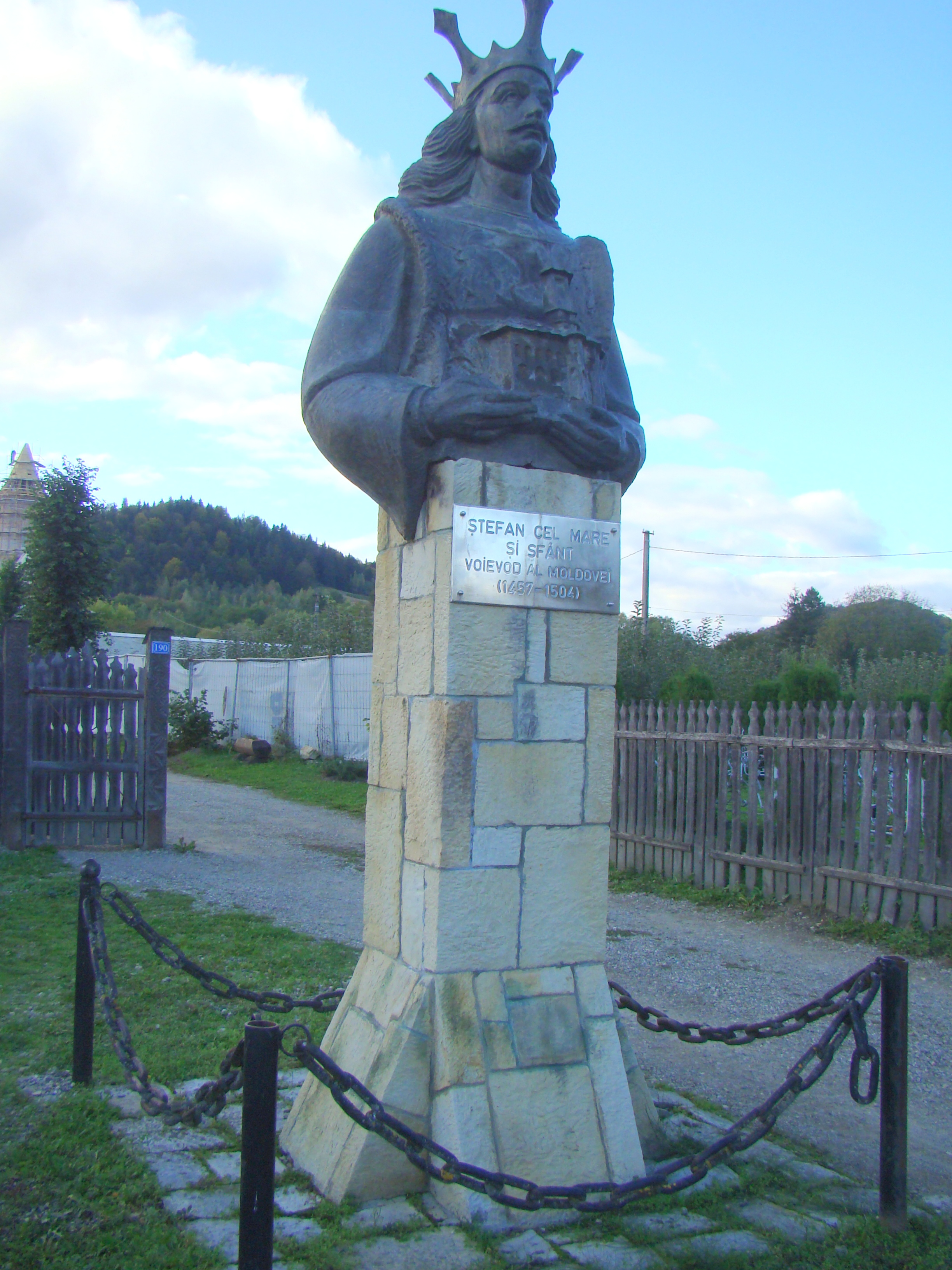
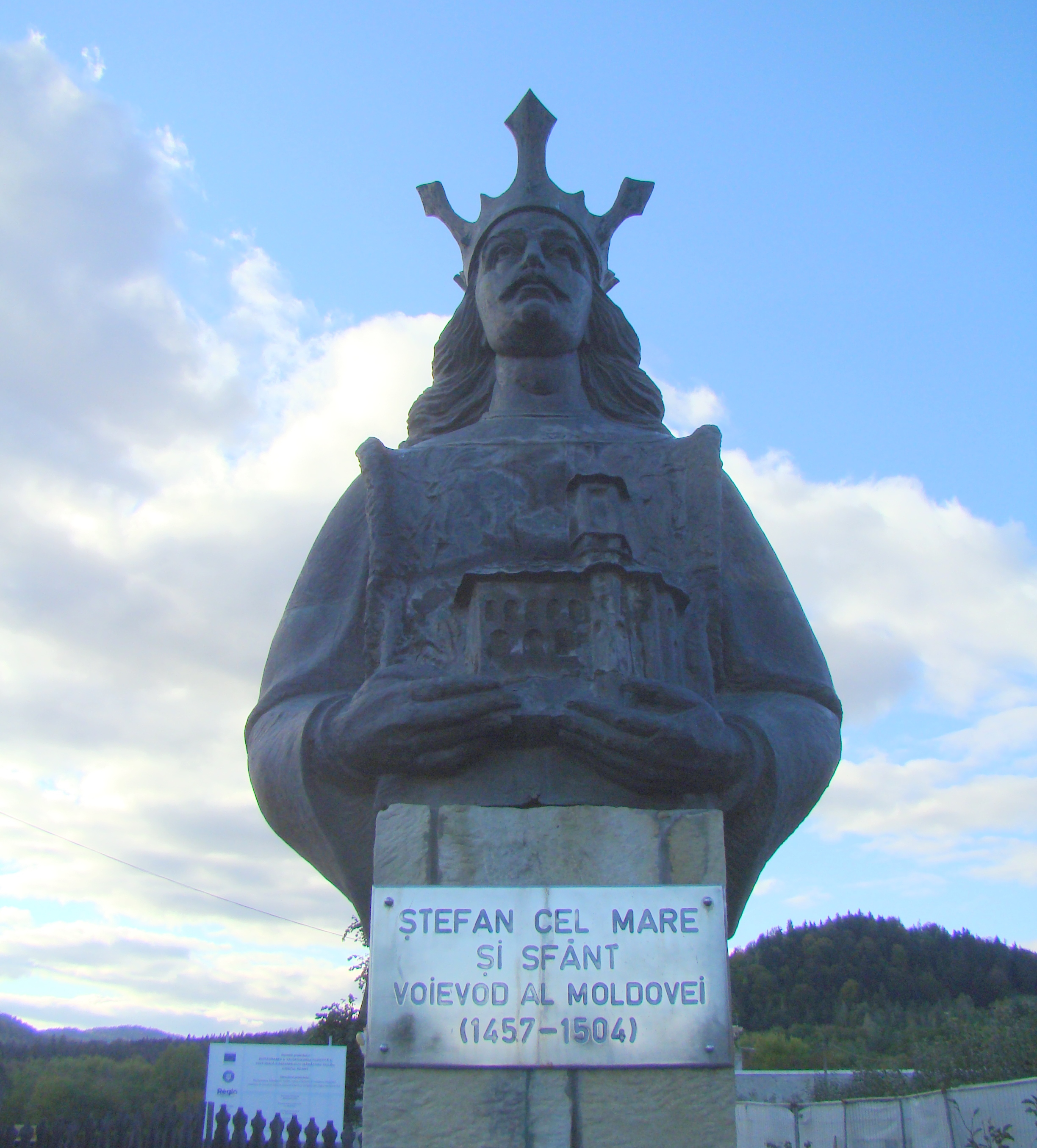
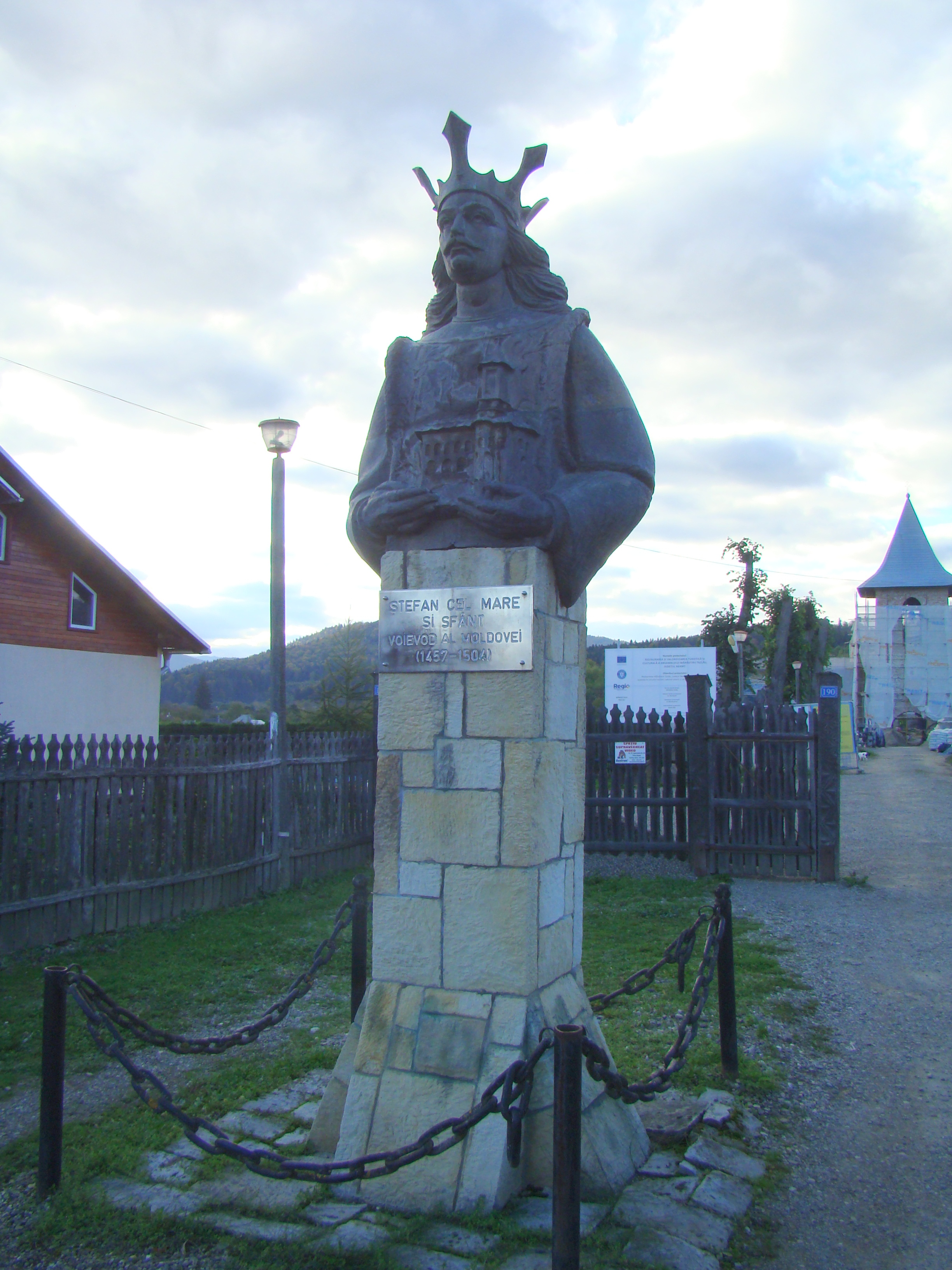
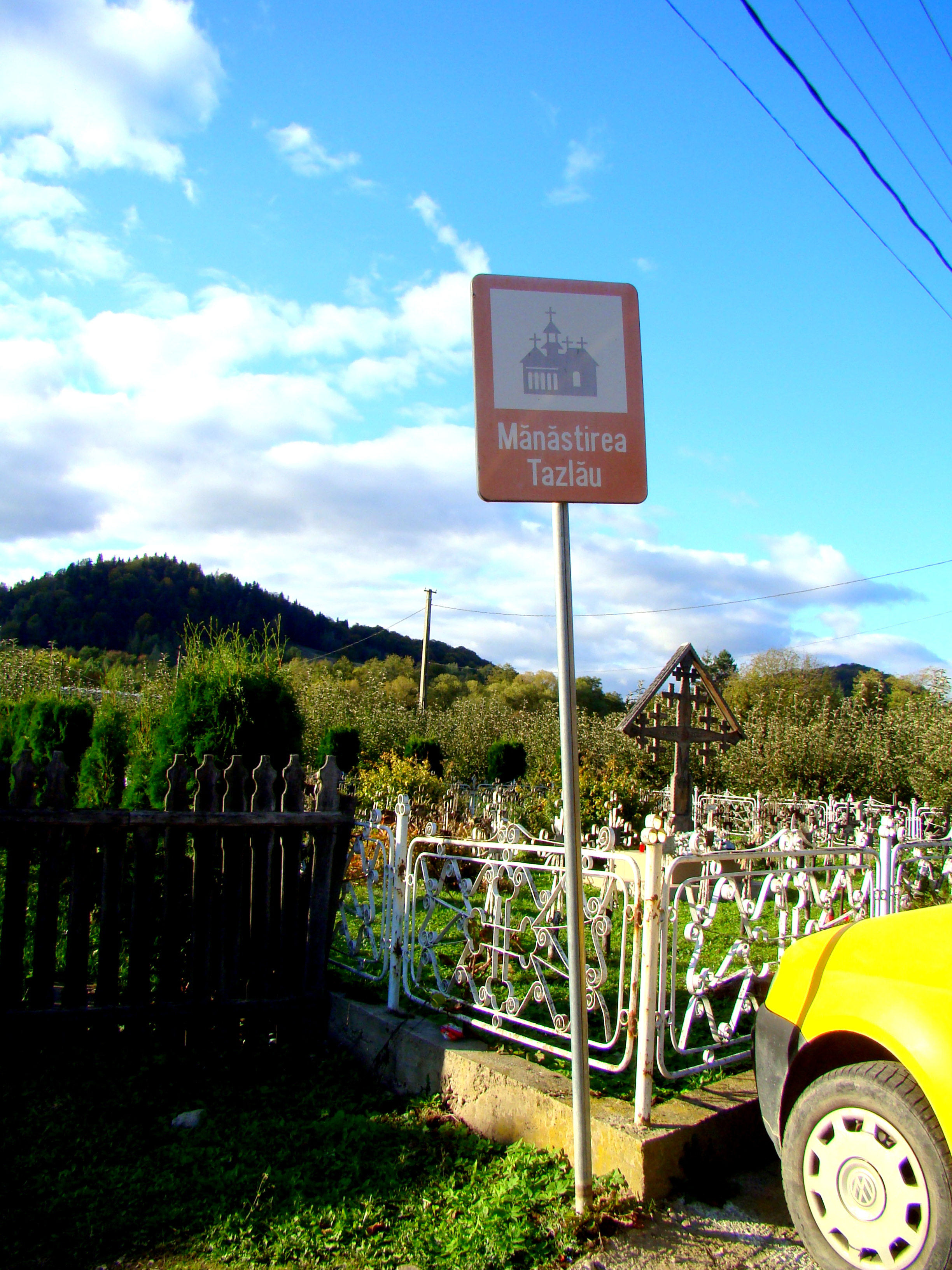
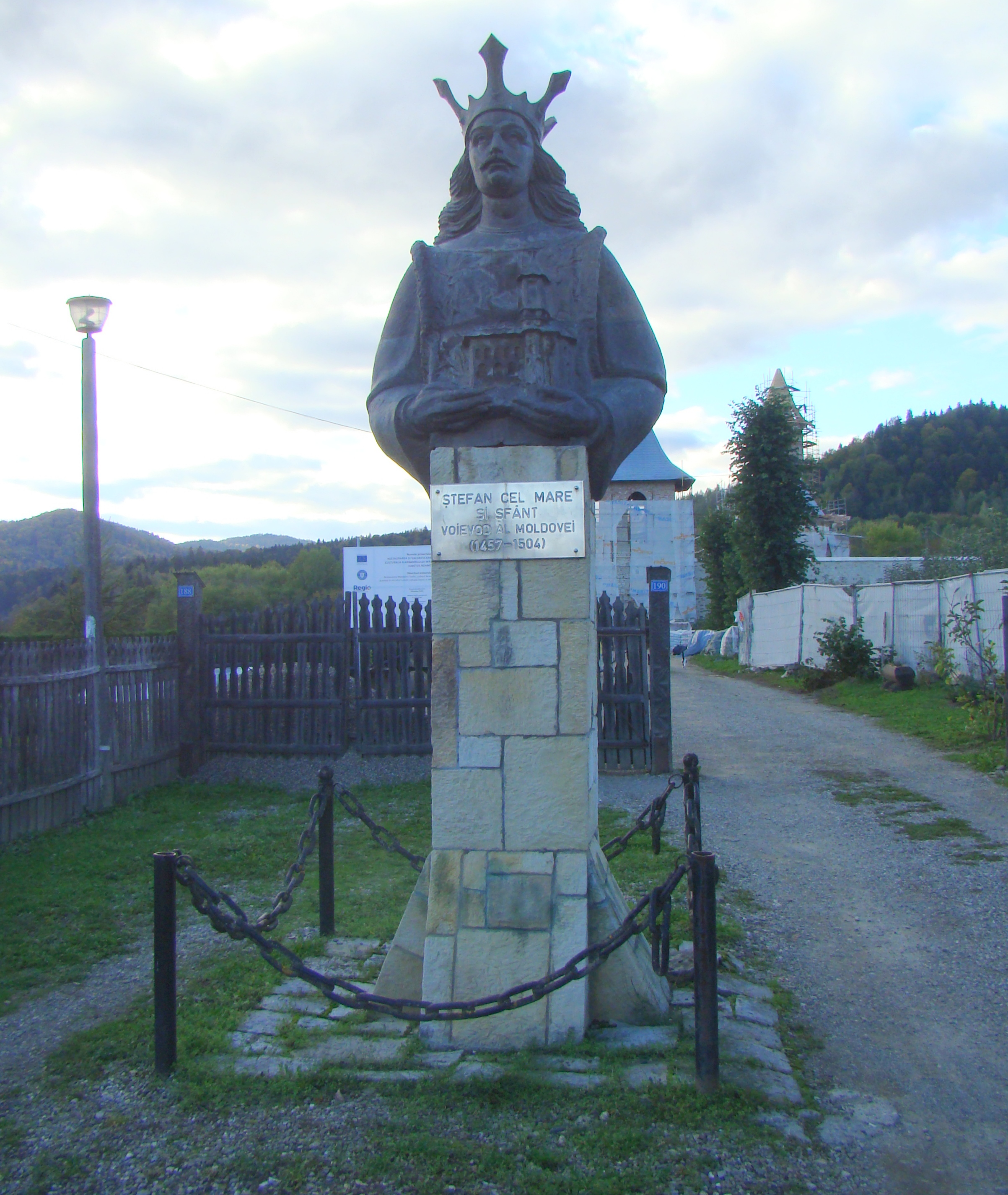
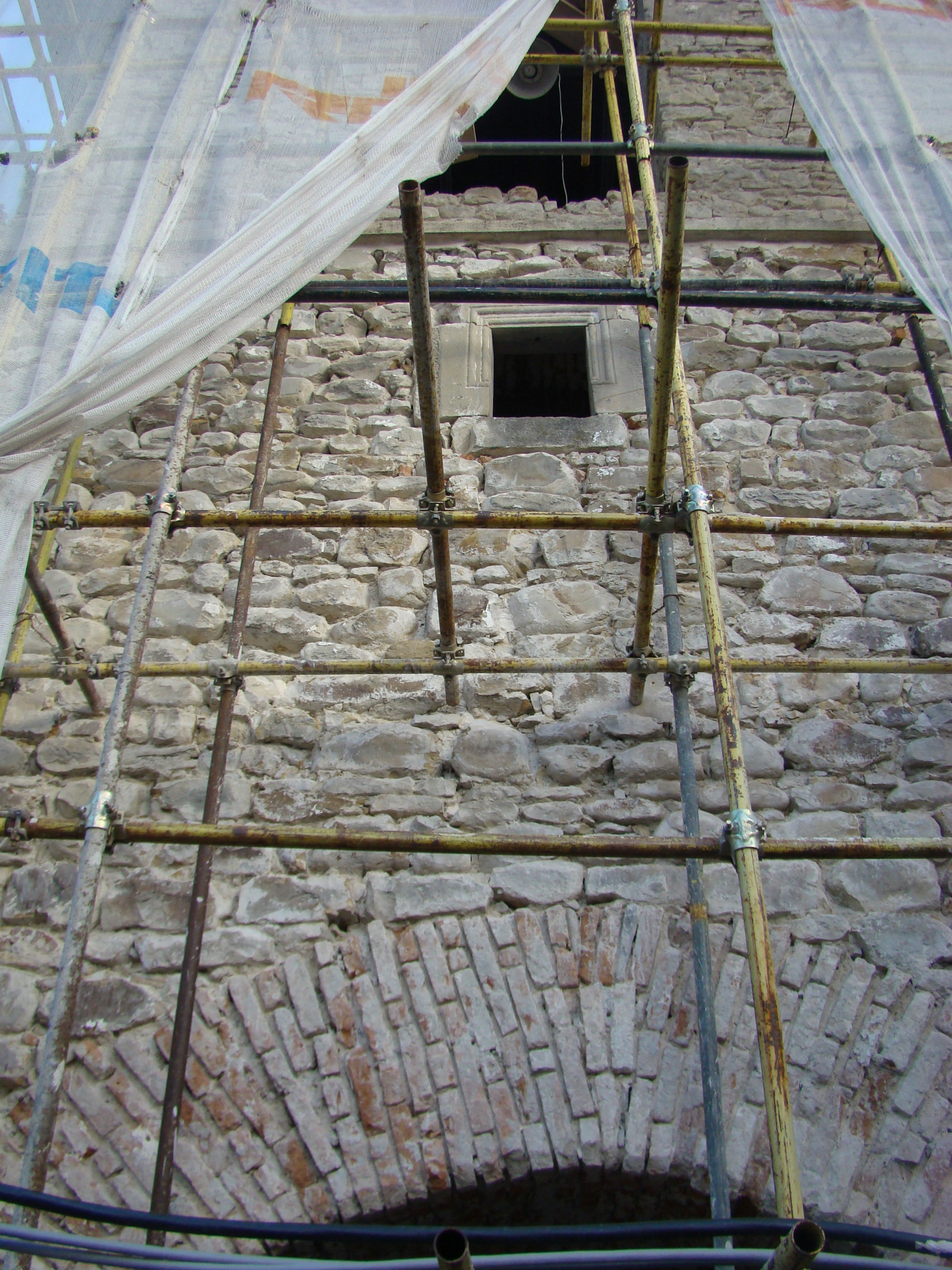